# Бениадис, Тед
Теодо́р Клеа́нтис «Тед» Бениа́дис (англ. Theodore Cleanthis «Ted» Beniades; 17 ноября 1922, Бронкс, Нью-Йорк, США — 24 октября 2014, Бруквилл, Пенсильвания, США) — американский характерный актёр театра, кино и телевидения. Наиболее известен по роли Зейдельбаума в гангстерском фильме «Лицо со шрамом» (1983).

## Биография
Родился в семье греческих иммигрантов Клеантиса и Марии Бениадис. Был старшим сыном. С раннего возраста хотел стать актёром.
В годы Второй мировой войны служил в вооружённых силах США.
Изучал актёрское мастерство в престижной театральной школе Dramatic Workshop в Нью-Йорке. Среди его товарищей по учёбе были Марлон Брандо, Уолтер Маттау, Тони Кёртис, Род Стайгер и Би Артур.
В 29 лет дебютировал на бродвейской сцене в пьесе «Мистер Робертс» с Генри Фонда в главной роли. В 1953 году сыграл в комедийном мюзикле «Чудесный город», когда познакомился со своей будущей супругой Марион Лауэр.

## Личная жизнь
На протяжении 55 лет был женат на актрисе Марион Лауэр, которая умерла в 2009 году. Имел сына Дэнни.

## Фильмография
- 1958 — Чудесный город — «Speedy» Valenti
- 1960 — The Witness — Happy Malone
- 1962 — Golden Showcase
- 1962 — Naked City — Эмери Фохлингер
- 1962—1964 — Jackie Gleason: American Scene Magazine — гангстер
- 1966 — A Man Called Adam
- 1966 — Hawk — детектив
- 1967 — Мрачные тени — полицейский
- 1967 — Блики в золотом глазу — сержант (в титрах не указан)
- 1968 — The Odd Couple — бармен (в титрах не указан)
- 1968 — The Detective — репортёр (в титрах не указан)
- 1967—1969 — N.Y.P.D. — детектив Ричи
- 1966—1969 — The Jackie Gleason Show
- 1971 — The Pursuit of Happiness — регулировщик
- 1971 — They Might Be Giants — водитель такси
- 1971 — Банда, не умевшая стрелять — Чёрный костюм
- 1973 — Серпико — Сарно
- 1974 — Nicky’s World — мистер Салливан
- 1976 — The Next Man — Фрэнк Дедарио
- 1977 — The Andros Targets — Уэйн Хиллман
- 1977 — Коджак — Флорентино
- 1979 — Hollow Image — Брукс
- 1979 — Eischied — Бен Квантро
- 1983 — Лицо со шрамом — Зейдельбаум
- 1987 — The Equalizer — полицейский